# Jean-Jacques Becker
Pour les articles homonymes, voir Becker.
Jean-Jacques Becker est un historien français, né le 14 mai 1928 à Paris et mort le 10 juillet 2023 à Courbevoie. Il est spécialiste d'histoire contemporaine, en particulier de la Première Guerre mondiale et de l'histoire politique de la France au XXe siècle. Ce fut aussi un homme engagé politiquement et syndicalement.

## Biographie

### Famille
Jean-Jacques Becker est né dans une famille issue de la communauté juive d'Alsace-Lorraine, installée à Paris, de sensibilité politique radicale-socialiste. Son père André Becker, représentant de commerce et sa mère Georgette Dreyfus eurent quatre enfants. Jean-Jacques Becker est le frère de l'historienne Annie Kriegel, et le père d'Annette Becker, également historienne, et de trois autres enfants dont l'acteur Jean-Pierre Becker.

### Jeunesse et études
Pendant la Seconde Guerre mondiale, en juillet 1942, sa famille, après la Rafle du vélodrome d'hiver, se réfugie en zone Sud. Ses parents s'installent à Grenoble,. Jean-Jacques Becker y poursuit ses études au lycée Champollion. Après avoir obtenu son baccalauréat, il poursuit des études d'histoire à la Sorbonne. Agrégé d'histoire, après avoir soutenu une thèse de troisième cycle, Jean-Jacques Becker a soutenu en 1976 sa thèse de doctorat d'Etat sur L’Opinion publique française et les débuts de la guerre de 1914, préparée sous la direction de Pierre Renouvin puis de René Rémond.

### Engagement militant
Suivant l'engouement de sa famille pour le communisme, il est membre du Parti communiste (PCF) de 1947 à 1960. Du fait de son appartenance au PCF, il ne participe pas à la guerre d'Algérie et manifeste contre ce que les communistes condamnaient sous le vocable de « guerre coloniale ». Ayant quitté le Parti communiste après les révélations sur le stalinisme, il continue de s'engager syndicalement en tant que membre du Syndicat national de l'enseignement secondaire (SNES), dont il est secrétaire de la section du lycée d'Auxerre, puis de celle du lycée Arago à Paris. Il participe activement aux grèves de mai-juin 1968.

### Carrière professionnelle
Il est professeur dans l'enseignement secondaire (lycées de Péronne, lycée d'Auxerre, lycée Arago à Paris), puis est nommé en 1968 maître-assistant à l'université Paris-Nanterre. Il occupe ce poste jusqu'en 1977. Il est également maître de conférences à l'Institut d'études politiques de Paris.
Il devient professeur des universités à l'université de Clermont-Ferrand en 1977. Il y demeure jusqu'en 1985, et est par ailleurs doyen de la faculté de lettres de 1982 à 1985. En 1985, il retourne à l'université Paris-Nanterre et y enseigne jusqu'en 1994. Il est vice-président de l'université de 1986 à 1989.

### Autres fonctions et engagement
Il a présidé le jury de l'agrégation d'histoire en 1990, 1991 et 1992.
Il est aussi président du Centre international de recherche de l'Historial de la Grande Guerre de Péronne jusque 2010.
Il a succédé à Léo Hamon comme vice-président de la Société d'études jaurésiennes et il en est devenu président d'honneur en 2015.
Il est l'un des initiateurs de la pétition Liberté pour l'histoire et participe au conseil d'administration de l'association homonyme.
Il collabora régulièrement à la revue L'Histoire en y publiant de nombreux articles de vulgarisation et participa aux Rendez-vous de l'histoire de Blois et au Festival international du film d'histoire de Pessac.

### Mort
Il meurt à l'âge de 95 ans le 10 juillet 2023 à Courbevoie. Il est inhumé au cimetière du Montparnasse (division 25) à Paris.

## Apports à l'histoire de la Grande Guerre
Jean-Jacques Becker a consacré ses travaux à deux grands secteurs historiques, la Grande Guerre et l'histoire politique de la France au XXe siècle, en particulier le mouvement ouvrier et le communisme.
Sa thèse d'Etat, intitulée : L’Opinion publique française et les débuts de la guerre de 1914, fut soutenue en 1976. Elle fut publiée un an plus tard par la Fondation nationale des sciences politiques.
Jean-Jacques Becker, par son travail a donné une vision exhaustive de la Première Guerre mondiale. Ses recherches ont permis la remise en question de la mythologie du départ à la guerre « la fleur au fusil ». Il établit que, à l’annonce de la mobilisation dans les campagnes, c’est l’étonnement qui a prévalu, alors que, dans les villes, la population étant mieux informée par la lecture de la presse, la surprise fut moins grande. D’abord abattus dans un premier temps, les Français acceptèrent, dans un second temps de combattre l'ennemi. Cette analyse de l'attitude des français l'amena, avec des historiens du centre de recherche de l'Historial de la Grande Guerre de Péronne, à forger la notion de Consentement patriotique qui fut réfutée par d'autres historiens du Collectif de recherche international et de débat sur la guerre de 1914-1918.
Il contesta le caractère exemplaire donné aux exécutions dans l’armée française après les mutineries de 1917. Selon lui, les mutineries avaient été marginales. Stéphane Audoin-Rouzeau et Annette Becker dans 14-18, retrouver la Guerre (Gallimard, 2000), prolongèrent cette thèse qui fut vivement combattue par une nouvelle génération d’historiens engagés à gauche.
En 1992, il devint directeur du Centre international de recherche de l’Historial de la Grande Guerre de Péronne (Somme) et s’entoura d’une équipe internationale d’historiens : sa fille Annette Becker, Stéphane Audoin-Rouzeau, l’Américain Jay Winter, l’Allemand Gerd Krumeich et le Britannique John Horne. Sous sa présidence, pendant de longues années, s’est construite une historiographie de la Grande Guerre : internationale, attentive aux acteurs sociaux, aux représentations, aux sensibilités. Ensemble, ils décidèrent que la muséographie de l’Historial accorderait autant d’importance aux belligérants français, britanniques et allemands. Privilégiant l’histoire culturelle, le centre de recherches de Péronne porta sous sa direction une attention particulière au vécu sur le front et à l’arrière.
Reconnu comme un pionnier du renouvellement de l’histoire de la Grande Guerre, Jean-Jacques Becker devint un référent pour les médias et les hommes politiques.

## Apports à l'histoire politique
Jean-Jacques Becker fut l'auteur de nombreuses études sur la gauche française. Sa thèse de doctorat de troisième cycle, Le Carnet B et l’antimilitarisme en France avant 1914 soutenue en 1968, était consacrée à la surveillance des antimilitaristes en France avant 1914.
Son travail s'inscrivit ensuite dans une perspective critique du communisme français, proche de l'école libérale représentée par sa soeur Annie Kriegel. En 1981, il publia Le Parti communiste veut-il prendre le pouvoir ? et en 1987, Histoire de l’anticommunisme, avec Serge Berstein. Dans de nombreux articles, il publia des études sur le PCF des années 1920 à la fin du XXe siècle et sur le mouvement communiste, replacé dans son contexte historique, national et international.
C’est sur les bases d’une critique des sources qu’il participa à quelques controverses médiatico-universitaires portant sur l’histoire du communisme : discussions sur le rôle de Jean Jérôme dans « l’affaire Manouchian » et les circonstances de la mort d’Eugen Fried, après à la parution du tome IV de l’Histoire intérieure du PCF de Philippe Robrieux en 1984 ; nouveaux éclairages sur le rôle d’Artur London et de Raymond Aubrac rapportés par Karel Bartošek dans Les Aveux des archives. Prague-Paris-Prague, 1948-1968 en 1996 ; débat sur Le livre noir du communisme, en 1998-1999.
En 2004, il publia Histoire des gauches en France, codirigée avec Gilles Candar. L'un de ses derniers articles, intitulé « Clemenceau aurait-il pu arrêter la guerre avant 1918 ? » fut publié dans la revue L’Année Clemenceau (CNRS Editions, 2017).

## Publications

### Sur la Grande Guerre
- 1914, la guerre et le mouvement ouvrier français, avec Annie Kriegel, Paris, Armand Colin, 1964.
- Le Carnet B, les pouvoirs publics et l'antimilitarisme avant la guerre de 1914, Paris, Klincksieck, 1973.
- 1914, comment les Français sont entrés dans la guerre, Paris, Presses de la Fondation nationale des sciences politiques, 1977.
- Les Français dans la Grande Guerre, Paris, R. Laffont, coll. « Hommes et l'histoire », 1980, 317 p. (ISBN 978-2-221-00560-6, OCLC 7330001).
- La France en guerre. La grande mutation, Bruxelles, Complexe, 1988.
- Les Sociétés européennes et la guerre de 1914-1918, Paris, Paris X-Nanterre, 1990, (codirigé avec Stéphane Audoin-Rouzeau).
- Guerres et cultures, 1914-1918, Paris, Armand Colin, 1994, (avec Jay M. Winter, Gerd Krumeich, Annette Becker et Stéphane Audoin-Rouzeau).
- La France, la nation, la guerre (1850-1920), Paris, Sedes, 1995 (en collaboration avec Stéphane Audoin-Rouzeau).
- L'Europe dans la Grande Guerre, Paris, Belin, 1996, réédité sous le titre La Première Guerre mondiale, 2003.
- Clemenceau, l'intraitable, Paris, Liana Levi, 1998
- Clemenceau en trente questions, Paris, Geste éditions, 2001.
- Le Traité de Versailles, Paris, PUF, 2002
- La Première Guerre mondiale, Paris, Belin, coll. « Histoire », 2003, 367 p. (ISBN 978-2-7011-3699-8, OCLC 254726505).
- L'année 14, Paris, Armand Colin, 2004, 319 p. (ISBN 978-2-200-26253-2, OCLC 300279286).
- Encyclopédie de la Grande Guerre, codirigé avec Stéphane Audoin-Rouzeau, Paris, Bayard, 2004.
- La Grande Guerre, Paris, PUF, 2004
- Dictionnaire de la Grande Guerre, Bruxelles, André Versaille éditeur, 2008.

### Sur l'histoire des forces politiques en France auXXesiècle
- Le Parti communiste veut-il prendre le pouvoir ? La stratégie du PCF de 1930 à nos jours, Paris, Le Seuil, 1981.
- Histoire de l'anticommunisme en France t.1 1917-1940, avec Serge Berstein, Paris, Orban, 1987.
- Histoire politique de la France depuis 1945, Paris, Armand Colin, 1988 ; 11e éd., 2015.
- Nouvelle histoire de la France contemporaine t.12 Victoires et frustrations, 1914-1929, avec Serge Berstein, Paris, Le Seuil, 1990, coll. « Points ».
- Nouvelle histoire de la France contemporaine t.19 Crises et alternances, 1974-1995, avec Pascal Ory, Paris, Le Seuil, 1998, coll. « Points » ; nouvelle éditions 2000, 2002.
- Histoire des gauches en France, codirigé avec Gilles Candar, Paris, La Découverte, 2004.
- La France de 1914 à 1940, Paris, PUF, 2005.

### Mémoires
- Un soir de l'été 1942 : souvenirs d'un historien, Paris, Larousse, 2009, 380 p. (ISBN 978-2-03-583989-3, OCLC 318240077)

## Hommages et distinctions
- Lauréat du prix Fernand Mège de l'Académie des sciences, belles-lettres et arts de Clermont-Ferrand[10].
- Grand prix Gobert de l'Académie française, 2002 pour l'ensemble de son œuvre.
- Président d'honneur du Centre international de recherche de l'Historial de Péronne depuis 2010.
- Officier de l'ordre national du Mérite. Par décret du 2 mai 2012[11].
- Président d'honneur de la Société d'études jaurésiennes à partir de 2015.
- 11 novembre 2023, inauguration de l'auditorium Jean-Jacques Becker à l'Historial de la Grande Guerre de Péronne.